# Врублевский, Юлиан Адольфович
Врублевский Юлиан Адольфович — обмотчик Ленинградского электромашиностроительного объединения «Электросила» имени С. М. Кирова Министерства электротехнической промышленности СССР, Герой Социалистического Труда (1966).

## Биография
Юлиан Адольфович родился в семье польского рабочего, в городе Санкт-Петербург. Его отец работал слесарем на заводе «Электросила» в Ленинграде. Продолжил карьеру отца и стал работать учеником обмотчика. Участвовал в создании электрооборудования для отечественных блюмингов Макеевского и Златоустовского металлургических заводов.
В 1935 году Юлиан Адольфович опробовал стахановский метод. Он предложил установить роликовые подшипники, благодаря чему якорь стал поворачиваться легче. Также предложил использовать пневматический инструмент для того, чтобы меньше уставали руки у обмотчиков.
В ноябре 1935 года состоялось Первое Всесоюзное совещание стахановцев. В состав ленинградской делегации вошел и Врублевский. Благодаря стахановским методам, предприятие «Электросила» одержало в годы второй пятилетки победу .

## Военные годы
С лета 1941 года в Красной Армии. Всю войну был связистом.
В 1946 году вступил в ВКП(б)/КПСС.
Демобилизовавшись из Красной Армии, вернулся в цех крупных машин завода «Электросила», который далее вошел в состав Ленинградского электромашиностроительного объединения «Электросила» имени С. М. Кирова.

## Смерть
Юлиан Адольфович умер 15 ноября 2006 года в городе Санкт-Петербург. Похоронен на Ново-Волковском кладбище.

## Награды
Указом Президиума Верховного Совета СССР за заслуги в выполнении заданий семилетнего плана и за высокие показатели в работе Юлиану Адольфовичу Врублевскому было присвоено звание Героя Социалистического Труда.
- 2 Ордена Ленина
- Орден Отечественной войны 2-й степени(06.04.1985)[3].
- «Знак Почёта»
- Медаль «Серп и Молот»